# Lacanuy
Lacanuy är en ort i Mexiko.   Den ligger i kommunen Hermenegildo Galeana och delstaten Puebla, i den sydöstra delen av landet, 160 km nordost om huvudstaden Mexico City. Lacanuy ligger 710 meter över havet och antalet invånare är 230.
Terrängen runt Lacanuy är kuperad åt nordost, men åt sydväst är den bergig. Runt Lacanuy är det ganska tätbefolkat, med 104 invånare per kvadratkilometer. Närmaste större samhälle är Olintla, 4,1 km öster om Lacanuy. Omgivningarna runt Lacanuy är en mosaik av jordbruksmark och naturlig växtlighet.